# Манхинг
Манхинг (њем. Manching) град је у њемачкој савезној држави Баварска. Једно је од 19 општинских средишта округа Пфафенхофен ан дер Илм. Према процјени из 2010. у граду је живјело 11.300 становника. Посједује регионалну шифру (AGS) 9186137.

## Географски и демографски подаци
Манхинг се налази у савезној држави Баварска у округу Пфафенхофен ан дер Илм. Град се налази на надморској висини од 366 метара. Површина општине износи 35,5 km². У самом граду је, према процјени из 2010. године, живјело 11.300 становника. Просјечна густина становништва износи 318 становника/km².